# Normanne (Rind)

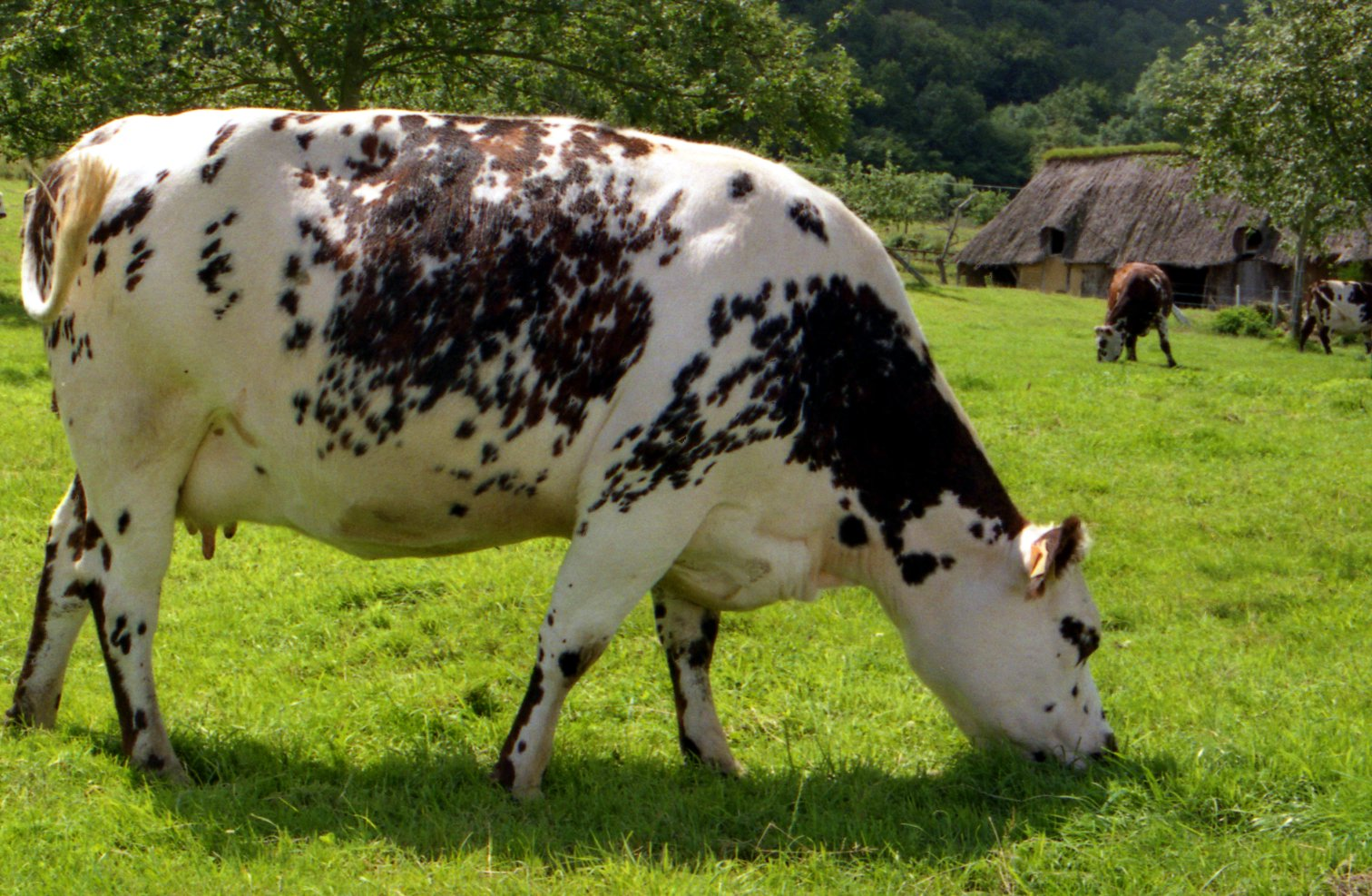
Normannische Rinder (NOR 52)

Das Normanne-Rind, auch Normande oder Normannische Rasse genannt, ist eine Rinderrasse.
Die Rasse ist in der Region Normandie im Norden Frankreichs beheimatet. Der Legende nach stammen die Normannischen Rinder von den Rindern ab, die die skandinavischen Normannen in die Normandie gebracht haben. Tatsache ist, dass die Rinderrasse im 19. Jahrhundert aus regionalen Tierbeständen gezüchtet wurde.
Die Rasse ist heute eine Zweinutzungsrasse (Milch und Fleisch) mit Betonung auf die Milchleistung. Die Milch ist insbesondere für die Herstellung von Käse geeignet.

## Charakteristika
Die Tiere haben kastanienbraune bis schwarze Flecken auf weißem Grund. Der Kopf ist hell, die Augen sind von einem dunklen Fleck umgeben (Augenfleck, genannt „Brille“ / lunette).
- Milchleistung ab 3. Laktation 8.000 kg mit 4,30 % Fett und 3,50 % Proteine.
- Kühe wiegen etwa 700 kg, Widerristhöhe ca. 140 cm
- Bullen wiegen etwa 1100 kg, Widerristhöhe ca. 152 cm